# جان بول جاكوب
جان بول جاكوب (بالبرتغالية: Jean Paul Jacob‏) هو عالم حاسوب ومهندس برازيلي، ولد في 1937، وتوفي في 2019.